# Saqui equatorial
El saqui equatorial (Pithecia aequatorialis) és una espècie de mico de la família dels pitècids que es troba al Perú i l'Equador i que fou descrita el 1987; abans, les seves poblacions s'incloïen a l'espècie del saqui monjo.
Són primats de mida mitjana. Arriben a longituds de 38 a 44 centímetres el cos i de 47 centímetres la cua, i pesen de 2 a 2,5 kg. Tenen el pèl llarg i llanós, clapejat de gris, amb el ventre vermellós o groguenc. La cua és llarga i peluda, i no és prènsil.
Viu als boscos pluvials de l'est de l'Equador i al nord del Perú. Dels seus hàbits se'n sap poc, però com tots els saquis és diürn i arborícola, viu en petits grups i és monògam, i s'alimenta de plantes i de vegades insectes.